# イェシーバー大学
イェシーバー大学
Yeshiva University
| モットー     | トーラー・ウー＝マッダー "Torah U'Madda" （トーラーと科学） |
| 創設         | 1886年                                                      |
| タイプ       | 私立大学                                                    |
| 学長         | リチャード・M・ジョエル en:Richard M. Joel                  |
| 位置         | ニューヨーク・ワシントンハイツ                              |
| 登録者       | 2,803人の大学生, 3,191人の大学院生                          |
| 教員         | 4,714人                                                     |
| キャンパス   | 都市型                                                      |
| スポーツ     | 全米大学体育協会（NCAA）                                    |
| ホームページ | www.yu.edu                                                  |

イェシーバー大学（ישיבה יוניברסיטי, Yeshiva University）はニューヨーク市にある正統派の大学で、現代正統派ユダヤ教 Modern Orthodox Judaism の哲学である トーラー・ウー＝マッダー Torah U'Madda （トーラーと科学、あるいは世俗的学究）を基調とする。

## 構成
歴史的にはラビ学校であるラビ・アイザック・エルハナン神学院 The en:Rabbi Isaac Elchanan Theological Seminary (RIETS) が核となっており、現在傘下にある施設には；
- ラビ・アイザック・エルハナン神学院 The en:Rabbi Isaac Elchanan Theological Seminary (RIETS)
- イェシーバー・カレッジ en:Yeshiva College - 男性のための大学
- サイ・シムズ経済学校 en:Sy Syms School of Business
- スターン女子学校（女子大学） en:Stern College for Women
- アルベルト・アインシュタイン医学校 en:Albert Einstein College of Medicine
- ベンジャミン・N・カードーゾ・ロー・スクール
- ファーコーフ大学院 en:Ferkauff Graduate School - 心理学
- ワーツワイラー社会事業学校 Wurzweiler School of Social Work - 社会事業 Social work
- バーナード・レヴェル大学院 en:Bernard Revel Graduate School - ユダヤ学
- アズリエリ・ユダヤ教教育・経営大学院 en:Azrieli Graduate School of Jewish Education and Administration

がある。リベラルアーツと広範囲に亘るユダヤ学のプログラムを根幹としている。

## 歴史
1886年、ヘデル形式の学校であるイェシーバト・エツ・ハイイム（命の木のイェシーバー） Yeshivat Etz Chaim がマンハッタンのロウアー・イースト・サイド en:Lower East Side に設立された。これはアメリカ初のイェシーバーであり、多くの世俗的学科を取り入れた学校であった。
1896年、エツ・ハイムの大学院としてイェシーバト・ラッベーヌー・イツハーク・エルハーナーン Yeshivat Rabbeinu Yitzchak Elchanan, Yeshivas Rabbeynu Yitzchoq Elchonon （翌年 Rabbi Isaac Elchanan Theological Seminary と改称）が創設された。
1915年二つの大学は合併した。